# Michel Roos
Michel Roos (* 27. August 1932 in Straßburg; † 7. September 2002 ebenda) war ein französischer Schachspieler.

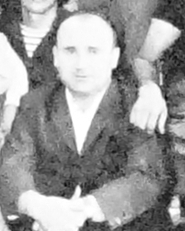
1964, Montpellier, Michel Roos.

## Schachliche Erfolge
Michel Roos gehörte in den 1950er und 1960er Jahren zu den stärksten französischen Spielern. Er gewann die 22. französische Meisterschaft im Fernschach 1956/57 mit zwei Punkten Vorsprung. Bei der französischen Einzelmeisterschaft 1958 in Le Touquet lag er punktgleich mit Claude Lemoine an der Spitze, musste diesem aber aufgrund der besseren Sonneborn-Berger-Wertung den Titel überlassen. 1964 gewann Roos die französische Meisterschaft in Montpellier. Er spielte bei der Mannschaftsweltmeisterschaft der Studenten 1959 in Budapest am zweiten Brett der französischen Mannschaft.
Roos war Mitglied von Cercle d’Echecs de Strasbourg und erreichte seine beste Elo-Zahl von 2225 im Januar 1982.

## Leben und Familie
Michel Roos war Mediziner, der an der Universität Straßburg tätig war und deren Vizepräsident war. Er war verheiratet mit Jacqueline Roos (1930–2016), die den Titel eines Internationalen Fernschachmeisters trug. Seine vier Kinder sind ebenfalls Schachspieler. Die Tochter Céline (1953–2021) trug den Titel einer Internationalen Meisterin der Frauen und nahm mit Kanada an vier Schacholympiaden der Frauen teil, wobei sie 1984 in Thessaloniki die Einzelwertung am zweiten Brett gewann. Die Söhne Jean-Luc (* 1955), Louis (* 1957) und Daniel (* 1959) sind alle Internationale Meister. Louis Roos wurde 1977 französischer Meister, Louis und Daniel haben an je zwei Schacholympiaden mit Frankreich teilgenommen, wobei Daniel Roos bei der Schacholympiade 1982 in Luzern die Einzelwertung am ersten Reservebrett gewann.